# Onet.pl
Onet.pl è il più grande portale web in lingua polacca e piattaforma di notizie online. Secondo Digital News Report, è la più grande fonte di notizie online del paese, raggiungendo il 42% degli utenti Internet ogni settimana. È anche uno dei mezzi di informazione più quotati in Polonia.

## Storia e proprietà
È stato fondato nel 1996 dalla società Optimus ed è di proprietà di Grupa Onet.pl SA con sede a Cracovia. Secondo le classifiche di Alexa, a ottobre 2017, era il 45° sito web più popolare al mondo e il 3° sito più popolare in Polonia . A dicembre 2016, è il sesto sito web più visitato in Polonia, il 311º nel Regno Unito e il 375º a livello mondiale.
Ringier Axel Springer Media AG detiene la maggioranza di Onet dal 2012.

## Servizi
Tra i suoi servizi c'è un'enciclopedia online in lingua polacca, la WIEM Encyklopedia. Dispone inoltre di una licenza per il servizio Rebtel (commercializzato in Polonia come OnetRebtel) e il servizio Skype (commercializzato in Polonia come OnetSkype). Gli altri suoi servizi includono posta elettronica, hosting web, accesso Usenet, forum web e chat online.
Onet ha lanciato un clone di iReport della CNN chiamato Cynk. Questo progetto di giornalismo partecipativo riceveva tra le 20 e le 30 notizie al giorno, secondo Michal Bonarowski, caporedattore editoriale di Onet.
Onet ospitava oltre 800.000 blog attivi ma nel 2018, a causa della popolarità dei social media, il servizio è stato chiuso.